# 水戸短編映像祭
水戸短編映像祭(みとたんぺんえいぞうさい、Mito Short Film Festival)は毎年9月に茨城県水戸市の水戸芸術館で開催される短編映画を対象とするコンペティションと招待作品の上映を行う映画祭。

## 概要
特定非営利活動法人シネマパンチ、財団法人水戸市芸術振興財団共催。例年9月中旬に3日間に渡り水戸芸術館ACM劇場で開催される。
2001年第5回からNPO法人シネマパンチが企画・運営・制作をおこなっている。
短編映画のみでなく、長編映画、PV、MV、CM、アニメーションなどの作品を上映やクリエイターや俳優などのゲストトークを交えて紹介する「招待上映部門」、新しい才能の発掘を目的とした自主制作映画のコンペティションをおこなう「コンペティション部門」がある。近年ではミュージシャンによるライブ演奏企画もある。
コンペティションのエントリー条件は「上映時間が50分以内の短編作品」ということ以外、作品のフォーマット、ジャンル、応募者の年齢、国籍などの制限はない。

## コンペティション部門

### 過去のグランプリ受賞作品
- 2001年(第5回) ：『太公望気分』(松本まぶ監督)
- 2002年(第6回) ：『VICUNAS（ビクーニャ）』(冨永昌敬監督)
- 2003年(第7回) ：『鍋と友達』(沖田修一監督)
- 2004年(第8回) ：（該当作品なし）
- 2005年(第9回) ：『高橋宗太郎と地獄の古本屋』(一ノ瀬輝監督)／『放課後ノート』(田中智章監督)（グランプリ2作品）
- 2006年(第10回)：『古奈子は男選びが悪い』(前田 弘二監督)
- 2007年(第11回)：『そっけないCJ』(田中羊一監督)
- 2008年(第12回)：『微温』(今泉力哉監督)

### 過去の審査員
- 黒沢清(第5回)
- 武藤起一(第5回)
- 桜井琢郎(第5～12回)
- 青山真治(第6回)
- 阿部和重(第6回)
- 宮台真司(第6～12回)
- 箭内道彦(第6,7回)
- 松岡錠司(第7回)
- 李鳳宇(第7回)
- 江川達也(第7)
- 冨樫森(第8回)
- 佐々木史朗(第8～12回)
- 澤本嘉光(第8～10回)
- 高野健一(第8回)
- 石井聰亙(第9回)
- 廣木隆一(第10回)
- 古厩智之(第11回)
- 福井晴敏(第11回)
- 東信弘(第11,12回)
- 中村義洋(第12回)

### 主な受賞者
- 前田弘二(第10回グランプリ受賞) 『恋の裸』(『裸 over8』参加作品)(2007)、『くりいむレモン 旅のおわり』(2008)
- 冨永昌敬(第6回グランプリ受賞)　『亀虫』(2003)、『シャーリー・テンプル・ジャポンpartⅠpartⅡ』(2005)、『パビリオン山椒魚』(2007)、『『コンナオトナノオンナノコ』(2007)、『シャーリーの転落人生』(2009)、『パンドラの匣』(2009)
- 大森研一(第12回準グランプリ受賞)『ポプラの秋』（2015）、『瀬戸内海賊物語』（2014）、『ライトノベルの楽しい書き方』（2010）、『恐怖新聞』（2011）『星の降る丘』（2010）
- 小泉徳宏(第6回審査員奨励賞受賞)　『タイヨウのうた』(2006)、『ガチ☆ボーイ』(2008)
- 入江悠(第6回入選)　『JAPONICA VIRUS』(2006)、『くりいむレモン 魔人形【マ・ドール】』(2007)、『水着スパイ SPY GIRLS』(2007)、『SR サイタマノラッパー』(2009)
- 本田隆一(第5回水戸市長賞受賞)　『東京ハレンチ天国 さよならのブルース』(2001)、『神様のくれた酒・セクシードリンク大作戦』(2004)、『プッシーキャット大作戦』(2004)、『脱皮ワイフ』(2005)、『戦 IKUSA』(2005)、『GSワンダーランド』(2008)
- 加藤行宏(第12回準グランプリ受賞)　『人の善意を骨の髄まで吸い尽くす女』（2009）

## 招待作品部門

### 過去のゲスト

#### 俳優
- 永瀬正敏
- 浅野忠信
- 松岡俊介
- 村上淳
- 夏生ゆうな
- 榎本加奈子
- 藤田陽子
- 津田寛治
- 笠原紳司
- 光石研
- 杉山彦々
- キタキマユ
- 笠木泉
- 唯野未歩子
- 岡田薫

#### 映画監督
- 青山真治
- 是枝裕和
- 林海象
- 奥原浩志
- 山下敦弘
- 石井克人
- 三木聡
- 笠木望
- 冨永昌敬
- 井口奈己
- 御法川修
- 長澤雅彦
- 山田広野
- 筧昌也
- 佐藤央

#### 映像ディレクター
- 竹内スグル
- タナカノリユキ
- 谷田一郎
- 宇川直宏
- 丹下紘希
- 中村剛

#### CMディレクター
- 三木俊一郎
- 吉田大八
- サノ☆ユタカ
- 高田雅博
- 轟木一騎
- 細野ひで晃
- 芳賀薫
- 中尾浩之

#### CMプランナー
- 澤本嘉光
- 権八成裕

#### クリエイティブディレクター
- 箭内道彦
- 岡康道
- 佐藤可士和
- 高松聡
- 宮師雄一

#### 映像作家
- 石橋義正
- 合田経郎
- 村田朋泰
- おおなりてつや

#### 演出家
- 宮沢章夫
- 松尾スズキ

#### 写真家
- ホンマタカシ
- 平間至

#### イラストレーター
- ヒロ杉山
- リリー・フランキー

#### ライター
- 森直人
- タシロアキラ
- 田代親世

#### ミュージシャン
- 伊藤洋介（東京プリン）
- 曽我部恵一
- THE BACK HORN
- 向井秀徳
- ホフディラン

#### アイドル
- メロン記念日
- 菅谷梨沙子（Berryz工房）
- ももいろクローバーZ

#### 芸人/パフォーマー
- 博多華丸・大吉
- 南部虎弾（電撃ネットワーク）